# Adolf Olberg
Adolf Olberg (* 11. März 1894 in Ibenhorst, Ostpreußen; † 26. Februar 1957 in Göttingen) war ein deutscher Forstwissenschaftler. Er war von 1927 bis 1939 sowie von 1942 bis 1945 der Verwalter der Lehrförsterei in Chorin. Ebenfalls lehrte er als Honorarprofessor an der Höheren Forstlehranstalt in Eberswalde.
Professor Dr. Adolf Olberg lehrte als ordentlicher Professor an der Forstlichen Hochschule Hannoversch Münden und leitete auch das Institut für Waldbau-Technik in Göttingen.